# برايان ماكلولين
برايان ماكلولين (بالإنجليزية: Brian McLaughlin)‏ (7 أكتوبر 1954 في المملكة المتحدة - 13 أغسطس 2009 في المملكة المتحدة) هو لاعب كرة قدم بريطاني في مركز جناح ‏. لعب مع نادي سلتيك ونادي فالكيرك ونادي ماذرويل وهاميلتون أكاديميكال ونادي فين هاربز ووست أديلايد ‏ ونادي آير يونايتد.

## وصلات خارجية
- برايان ماكلولين على موقع قاعدة بيانات كرة القدم.إي يو (الإنجليزية)